# Зубово-Полянский район

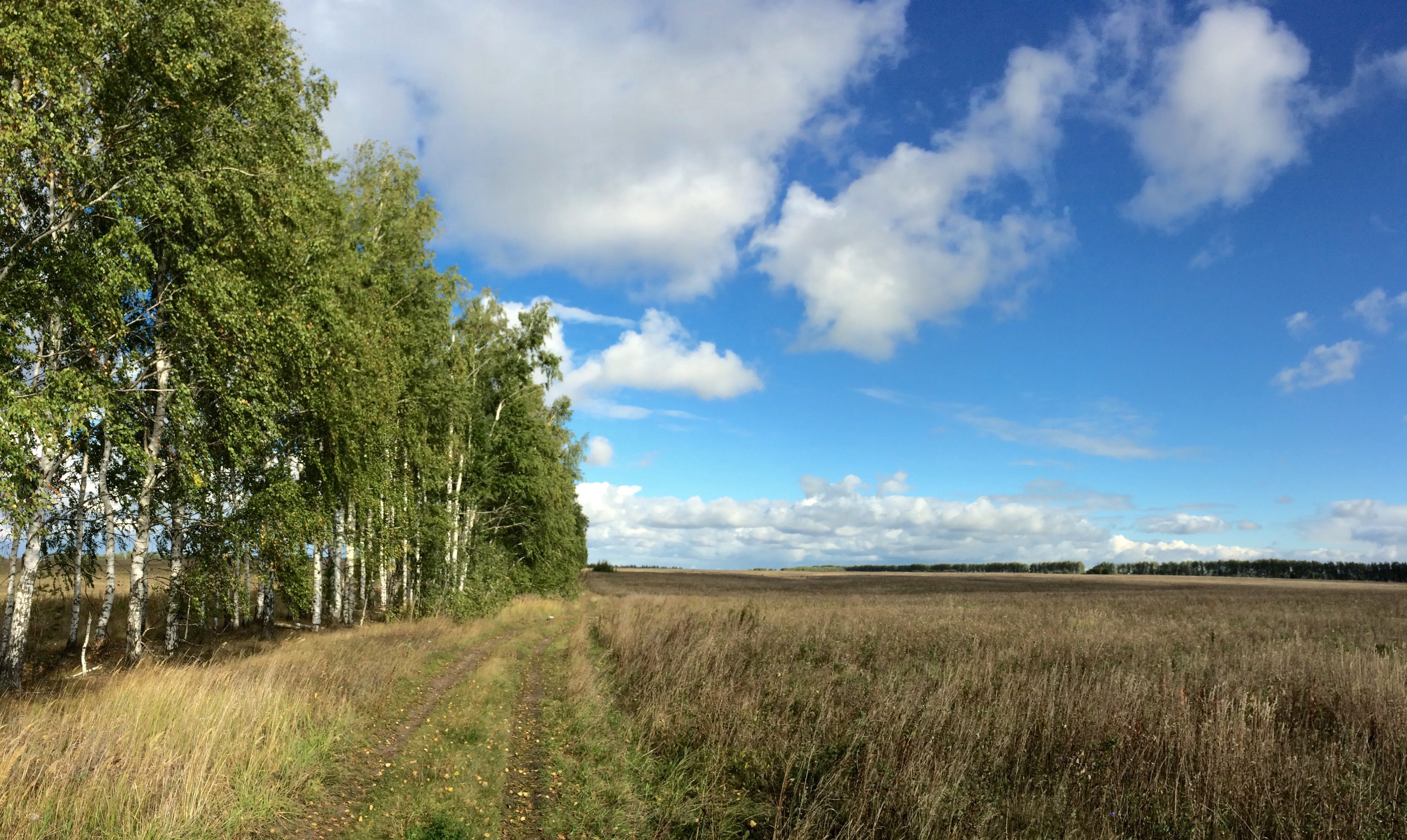
Пейзаж в районе села Зарубкино

Зу́бово-Поля́нский райо́н (мокш. Зубунь аймак, эрз. Пейкужо буе) — административно-территориальная единица и муниципальное образование (муниципальный район) в составе Республики Мордовия Российской Федерации.
Административный центр — рабочий поселок Зубова Поляна.

## География
Район расположен на западе республики, на Окско-Донской равнине, в зоне хвойно-широколиственных лесов. Площадь района — 2710 км² (самый большой район в Республике Мордовия). Через территорию района проходит участок федеральной автотрассы М5 «Москва—Челябинск» (из Рязанской в Пензенскую область).

## История
Первое упоминание о посёлке Зубова Поляна относится к 1679 году. Район образован 16 июля 1928 года.
До 1923 года Зубова Поляна и ныне входящие в Зубово-Полянский район поселения входили в Спасский уезд Тамбовской губернии, с 1923 года по 1928 год Зубова Поляна относилась к Пензенской губернии, с 1928 года — в Мордовском округе Средне-Волжской области (с 1929 года — Средне-Волжского края), с 1930 года — в Мордовской автономной области Средне-Волжского края, с 20 декабря 1934 года — в Мордовской Автономной Советской Социалистической Республике (МАССР).
Зубово-Полянский район был создан 16 июля 1928 года. В 1963 году Зубово-Полянский район был упразднён, и образован Зубово-Полянский промышленный район, который, в свою очередь был упразднён в 1965 году при одновременном создании вновь Зубово-Полянского района. С декабря 1990 года район — в составе Мордовской Советской Социалистической Республики (МССР), а с марта 1991 года — в составе Республики Мордовия (РМ).

## Население
| 1970    | 1979    | 1989    | 2002    | 2005    | 2006    | 2007    |
| ------- | ------- | ------- | ------- | ------- | ------- | ------- |
| 78 987  | ↘65 318 | ↗68 790 | ↘65 735 | ↘64 153 | ↘63 437 | ↘62 563 |
| 2008    | 2009    | 2010    | 2011    | 2012    | 2013    | 2014    |
| ↘61 890 | ↘61 253 | ↘59 256 | ↘59 030 | ↘58 120 | ↘57 358 | ↘56 486 |
| 2015    | 2016    | 2017    | 2018    | 2019    | 2020    | 2021    |
| ↘55 829 | ↘55 414 | ↘55 281 | ↘54 935 | ↘54 303 | ↘53 591 | ↘46 575 |

### Урбанизация
В городских условиях (рабочие посёлки Зубова Поляна, Потьма, Умёт и Явас) проживают 49,35 % населения района.

## Административное деление
В Зубово-Полянский район как административно-территориальную единицу входят 4 рабочих посёлка (пгт) и 18 сельсоветов.
В муниципальный район, в рамках организации местного самоуправления, входят 22 муниципальных образования, в том числе 4 городских поселения и 18 сельских поселений.
Сельсоветы одноимённы образованным в их границах сельским поселениям, а рабочие посёлки — городским поселениям.
| №  | Муниципальное образование                | Административный центр        | Количество населённых пунктов | Население (чел.) | Площадь (км²) |
| -- | ---------------------------------------- | ----------------------------- | ----------------------------- | ---------------- | ------------- |
| 1  | Зубово-Полянское городское поселение     | рабочий посёлок Зубова Поляна | 5                             | ↗11 904          | 225,22        |
| 2  | Потьминское городское поселение          | рабочий посёлок Потьма        | 2                             | ↘3694            | 114,58        |
| 3  | Умётское городское поселение             | рабочий посёлок Умёт          | 3                             | ↘2522            | 119,77        |
| 4  | Явасское городское поселение             | рабочий посёлок Явас          | 4                             | ↘9021            | 260,57        |
| 5  | Анаевское сельское поселение             | село Анаево                   | 17                            | ↘1033            | 428.25        |
| 6  | Ачадовское сельское поселение            | село Ачадово                  | 5                             | ↘542             | 48,97         |
| 7  | Вышинское сельское поселение             | село Выша                     | 4                             | ↗778             | 449.4         |
| 8  | Горенское сельское поселение             | село Горенка                  | 6                             | ↘507             | 62,18         |
| 9  | Дубительское сельское поселение          | посёлок Дубитель              | 4                             | ↘950             | 58.23         |
| 10 | Жуковское сельское поселение             | село Жуковка                  | 2                             | ↘427             | 107,14        |
| 11 | Зарубкинское сельское поселение          | село Зарубкино                | 4                             | ↘822             | 45,65         |
| 12 | Леплейское сельское поселение            | посёлок Леплей                | 2                             | ↘3707            | 82,78         |
| 13 | Мордовско-Пимбурское сельское поселение  | село Мордовский Пимбур        | 1                             | ↘370             | 29,05         |
| 14 | Мордовско-Полянское сельское поселение   | село Мордовская Поляна        | 9                             | ↗1161            | 142.26        |
| 15 | Нововыселское сельское поселение         | село Новые Выселки            | 4                             | ↘1257            | 69,56         |
| 16 | Новопотьминское сельское поселение       | село Новая Потьма             | 4                             | ↗561             | 50,01         |
| 17 | Пичпандинское сельское поселение         | село Пичпанда                 | 1                             | ↘464             | 43,65         |
| 18 | Сосновское сельское поселение            | посёлок Сосновка              | 3                             | ↘2869            | 91,62         |
| 19 | Старобадиковское сельское поселение      | село Старое Бадиково          | 4                             | ↗777             | 106.01        |
| 20 | Тарханско-Потьминское сельское поселение | село Тарханская Потьма        | 3                             | ↗819             | 64,68         |
| 21 | Уголковское сельское поселение           | село Уголок                   | 6                             | ↘506             | 60,74         |
| 22 | Ширингушское сельское поселение          | село Ширингуши                | 1                             | ↗1884            | 49,11         |

Первоначально в муниципальном районе в 2005 году было образовано 31 муниципальное образование, в том числе 4 городских поселения и 27 сельских поселений. Последним соответствовали 27 сельсоветов.
Законом Республики Мордовия от 25 мая 2012 года, было упразднено Подлясовское сельское поселение с одноимённым ему сельсоветом, а входившие в него населённые пункты были включены в Вадово-Селищинское сельское поселение (сельсовет).
Законом от 17 мая 2018 года, было упразднено Студенецкое сельское поселение (сельсовет) и включено в Анаевское сельское поселение (сельсовет); тогда же были упразднены Известковское и Свеженское сельские поселения (сельсоветы), а входившие в их состав населённые пункты (посёлок Известь и посёлок станции Свеженькая) были включены в Вышинское сельское поселение (сельсовет).
Законом от 24 апреля 2019 года, были упразднены Вадово-Селищинское и Каргашинское сельские поселения (сельсоветы), а их населённые пункты были включены в Анаевское сельское поселение (сельсовет); тогда же были упразднены Журавкинское сельское поселение (сельсовет) с включением его населённых пунктов в Дубительское сельское поселение (сельсовет); Булдыгинское сельское поселение (сельсовет) с включением его населённых пунктов в Мордовско-Полянское сельское поселение; Новобадиковское сельское поселение (сельсовет) с включением его единственного населённого пункта в Старобадиковское сельское поселение.

## Населённые пункты
В Зубово-Полянском районе 94 населённых пункта.
| №  | Населённый пункт             | Тип             | Население | Муниципальное образование                |
| -- | ---------------------------- | --------------- | --------- | ---------------------------------------- |
| 1  | Авдалово                     | село            | ↘395      | Дубительское сельское поселение          |
| 2  | Аким-Сергеевка               | посёлок         | ↗472      | Нововыселское сельское поселение         |
| 3  | Анаево                       | село            | ↘367      | Анаевское сельское поселение             |
| 4  | Ачадовка                     | деревня         | ↘29       | Новопотьминское сельское поселение       |
| 5  | Ачадово                      | село            | ↘666      | Ачадовское сельское поселение            |
| 6  | Богдановка                   | село            | ↘19       | Мордовско-Полянское сельское поселение   |
| 7  | Булдыгино                    | село            | ↘239      | Мордовско-Полянское сельское поселение   |
| 8  | Вадово-Сосновка              | село            | ↘98       | Мордовско-Полянское сельское поселение   |
| 9  | Вадовские Селищи             | село            | ↘289      | Анаевское сельское поселение             |
| 10 | Валовка                      | посёлок         | ↘20       | Мордовско-Полянское сельское поселение   |
| 11 | Водоляй                      | посёлок         | ↘11       | Умётское городское поселение             |
| 12 | Выселки                      | посёлок         | ↘103      | Мордовско-Полянское сельское поселение   |
| 13 | Выша                         | село            | ↘614      | Вышинское сельское поселение             |
| 14 | Горенка                      | село            | ↘162      | Горенское сельское поселение             |
| 15 | Даниловка                    | посёлок         | ↗28       | Анаевское сельское поселение             |
| 16 | Дмитриевка                   | посёлок         | ↗1        | Уголковское сельское поселение           |
| 17 | Дубасово                     | село            | ↘13       | Ачадовское сельское поселение            |
| 18 | Дубитель                     | посёлок         | ↘518      | Дубительское сельское поселение          |
| 19 | Жуковка                      | село            | ↘467      | Жуковское сельское поселение             |
| 20 | Журавкино                    | село            | ↘309      | Дубительское сельское поселение          |
| 21 | Зарубкино                    | село            | ↘256      | Зарубкинское сельское поселение          |
| 22 | Заря                         | посёлок         | ↘18       | Анаевское сельское поселение             |
| 23 | Зубова Поляна                | рабочий посёлок | ↗10 996   | Зубово-Полянское городское поселение     |
| 24 | Зубово-Полянский лесоучасток | посёлок         | ↘71       | Зубово-Полянское городское поселение     |
| 25 | Ивановка                     | деревня         | ↘35       | Мордовско-Полянское сельское поселение   |
| 26 | Известь                      | посёлок         | ↘143      | Вышинское сельское поселение             |
| 27 | Исаевка                      | деревня         | ↘117      | Уголковское сельское поселение           |
| 28 | Искра                        | посёлок         | ↘5        | Анаевское сельское поселение             |
| 29 | Казеевка                     | посёлок         | ↘49       | Анаевское сельское поселение             |
| 30 | Калиновка                    | деревня         | ↘183      | Горенское сельское поселение             |
| 31 | Каргал                       | село            | ↘347      | Зарубкинское сельское поселение          |
| 32 | Каргашино                    | село            | ↘375      | Анаевское сельское поселение             |
| 33 | Киселевка                    | деревня         | ↘106      | Жуковское сельское поселение             |
| 34 | Кочетовка                    | село            | ↘83       | Горенское сельское поселение             |
| 35 | Красная Новь                 | посёлок         | ↘0        | Ачадовское сельское поселение            |
| 36 | Краснознаменка               | посёлок         | ↘33       | Новопотьминское сельское поселение       |
| 37 | Красный Лундан               | посёлок         | ↘79       | Уголковское сельское поселение           |
| 38 | Красовка                     | деревня         | ↘6        | Зарубкинское сельское поселение          |
| 39 | Круглый                      | посёлок         | ↘7        | Дубительское сельское поселение          |
| 40 | Крутец                       | посёлок         | ↘9        | Зубово-Полянское городское поселение     |
| 41 | Крюковка                     | посёлок         | ↘38       | Анаевское сельское поселение             |
| 42 | Крюковка                     | деревня         | ↘139      | Ачадовское сельское поселение            |
| 43 | Ленина                       | посёлок         | ↘95       | Старобадиковское сельское поселение      |
| 44 | Леплей                       | посёлок         | ↘2562     | Леплейское сельское поселение            |
| 45 | Лесной                       | посёлок         | ↘1085     | Явасское городское поселение             |
| 46 | Марляй                       | посёлок         | ↘4        | Старобадиковское сельское поселение      |
| 47 | Молочница                    | посёлок         | ↘1423     | Сосновское сельское поселение            |
| 48 | Мордовская Поляна            | село            | ↘924      | Мордовско-Полянское сельское поселение   |
| 49 | Мордовский Пимбур            | село            | ↘370      | Мордовско-Пимбурское сельское поселение  |
| 50 | Новая Поляна                 | село            | ↗102      | Уголковское сельское поселение           |
| 51 | Новая Потьма                 | село            | ↘352      | Новопотьминское сельское поселение       |
| 52 | Новое Бадиково               | село            | ↘404      | Старобадиковское сельское поселение      |
| 53 | Новые Выселки                | село            | ↘752      | Нововыселское сельское поселение         |
| 54 | Од Веле                      | посёлок         | ↘22       | Анаевское сельское поселение             |
| 55 | Од Веле                      | посёлок         | ↘80       | Нововыселское сельское поселение         |
| 56 | Озёрный                      | посёлок         | ↘1619     | Явасское городское поселение             |
| 57 | Парца                        | посёлок         | ↘0        | Анаевское сельское поселение             |
| 58 | Парца                        | посёлок         | ↘3017     | Явасское городское поселение             |
| 59 | Первое Мая                   | посёлок         | ↘11       | Тарханско-Потьминское сельское поселение |
| 60 | Пионерский                   | посёлок         | ↘12       | Сосновское сельское поселение            |
| 61 | Пичаловка                    | посёлок         | ↘19       | Анаевское сельское поселение             |
| 62 | Пичевка                      | посёлок         | ↘167      | Анаевское сельское поселение             |
| 63 | Пичпанда                     | село            | ↘464      | Пичпандинское сельское поселение         |
| 64 | Подлясово                    | село            | ↘93       | Анаевское сельское поселение             |
| 65 | Покассы                      | село            | ↘112      | Тарханско-Потьминское сельское поселение |
| 66 | Покровские Селищи            | село            | ↘457      | Зарубкинское сельское поселение          |
| 67 | Поповка                      | посёлок         | ↘169      | Мордовско-Полянское сельское поселение   |
| 68 | Потьма                       | рабочий посёлок | ↘3681     | Потьминское городское поселение          |
| 69 | Преображенка                 | посёлок         | ↗13       | Горенское сельское поселение             |
| 70 | Промзино                     | село            | ↘24       | Анаевское сельское поселение             |
| 71 | Пружанское лесничество       | посёлок         | ↘13       | Потьминское городское поселение          |
| 72 | Родниковка                   | посёлок         | →1        | Мордовско-Полянское сельское поселение   |
| 73 | Романовка                    | посёлок         | ↘4        | Анаевское сельское поселение             |
| 74 | Русский Лундан               | село            | ↘188      | Горенское сельское поселение             |
| 75 | Свеженькая                   | посёлок станции | →132      | Вышинское сельское поселение             |
| 76 | Сосновка                     | посёлок         | ↘3122     | Сосновское сельское поселение            |
| 77 | Старая Потьма                | село            | ↘296      | Новопотьминское сельское поселение       |
| 78 | Старое Бадиково              | село            | ↘475      | Старобадиковское сельское поселение      |
| 79 | Студенец                     | село            | ↘123      | Анаевское сельское поселение             |
| 80 | Тарханская Потьма            | село            | ↘952      | Тарханско-Потьминское сельское поселение |
| 81 | Татарский Лундан             | деревня         | ↘87       | Горенское сельское поселение             |
| 82 | Теплый Стан                  | село            | ↘146      | Умётское городское поселение             |
| 83 | Тупик 9 км                   | посёлок         | ↘8        | Анаевское сельское поселение             |
| 84 | Уголок                       | село            | ↗260      | Уголковское сельское поселение           |
| 85 | Ударный                      | посёлок         | ↘2831     | Леплейское сельское поселение            |
| 86 | Удево                        | посёлок         | ↘23       | Вышинское сельское поселение             |
| 87 | Умёт                         | рабочий посёлок | ↘2461     | Умётское городское поселение             |
| 88 | Чапаев                       | посёлок         | ↘203      | Нововыселское сельское поселение         |
| 89 | Чуфаровка                    | деревня         | ↘4        | Ачадовское сельское поселение            |
| 90 | Ширингуши                    | село            | ↗1884     | Ширингушское сельское поселение          |
| 91 | Школа тракторных бригадиров  | посёлок         | ↘429      | Зубово-Полянское городское поселение     |
| 92 | Шуварляй                     | посёлок         | ↘31       | Уголковское сельское поселение           |
| 93 | Явас                         | рабочий посёлок | ↘5849     | Явасское городское поселение             |
| 94 | Ясная Поляна                 | посёлок         | ↗465      | Зубово-Полянское городское поселение     |

Упразднённые населённые пункты:
- 1997 год — поселки Явас Подлясовского сельсовета и Новый Студенец Студенецкого сельсовета[24];

- 2004 год — посёлок Навля[25].

- 2005 год — посёлок Васильевка Каргашинского сельсовета[26].

- 2007 год — посёлки Крым-Гроза Анаевского сельсовета, Беляевка Ачадовского сельсовета Анаевский лесоучасток Вадово-Селищинского сельсовета и деревня Песчанка Мордовско-Полянского сельсовета[27].

- 2008 год — посёлок Копрнь-Саньф[28].

## Местное самоуправление
Главы района
- 2020—н.в. Поршин Владислав Алексеевич
- 2009—2020 гг. Сурдин Сергей Степанович
- 1996—2009 гг. Кидяев, Виктор Борисович

## Образование
Администрация Зубово-Полянского муниципального района Республики Мордовия
Муниципальное бюджетное общеобразовательное учреждение  «Зубово-Полянская школа № 1»

## Экономика
В Зубово-Полянском районе развиты не только аграрный, но и промышленный секторы. Поскольку бо́льшая часть района занята лесами, в разные годы здесь было создано несколько деревообрабатывающих предприятий и мебельных фабрик. На территории района расположено самое старое промышленное предприятие современной Мордовии — Ширингушская суконная фабрика (в настоящее время почти полностью разрушена).
В 2008 году объём отгруженных товаров собственного производства 0,88 млрд руб.
В районе имеются завод АО «Радиодеталь», Потьминский завод нестандартизированного оборудования, ряд деревообрабатывающих и мебельных предприятий, текстильные фабрики, хлебозавод, маслозавод и другие предприятия.
В районе расположены ряд учреждений пенитенциарной системы Федеральной службы исполнения наказаний (ранее Дубравлаг, Темлаг), начало которым было положено в 1929—1932 годах.

## Люди, связанные с районом

### Герои Советского Союза
- Волков, Дмитрий Петрович (1920, село Анаево — 1996) — участник Великой Отечественной войны, Герой Советского Союза
- Гангаев, Алексей Кузьмич (1917, село Мордовский Пимбур — 1990) — участник Великой Отечественной войны, Герой Советского Союза
- Коняшкин, Максим Михайлович (1924, село Новые Выселки — 2000) — участник Великой Отечественной войны, Герой Советского Союза
- Тюркин, Дмитрий Васильевич (1920, село Мордовская Поляна — 1984) — участник Великой Отечественной войны, Герой Советского Союза
- Чадайкин, Василий Иванович (1924, село Каргашино — 1988) — участник Великой Отечественной войны, Герой Советского Союза

### Герои Российской Федерации
- Дежуров, Владимир Николаевич (1962, посёлок Явас) — российский военный лётчик, космонавт
- Янклович, Александр Юрьевич (1972, посёлок Явас) — военный, командир группы спецназа

### Герои Социалистического Труда
- Борисова, Пелагея Ивановна (1931, село Пичпанда) — бригадир совхоза «Красное Сельцо» Рузаевского района Мордовской АССР
- Чикарев, Василий Кузьмич (1934, село Анаево — 2012) — бригадир монтажников строительно-монтажного управления № 1 треста «Химстрой» Министерства среднего машиностроения СССР, Томская область